# Sömnlös (roman, Vilhelm Moberg)
Sömnlös är en roman av Vilhelm Moberg utgiven 1937.
Den är den andra delen i romansviten om Knut Toring. Den första delen är Sänkt sedebetyg (1935).

## Källa
Vilhelm Moberg Sömnlös, Albert Bonniers förlag 1937